# Driessenia dispar
Driessenia dispar är en tvåhjärtbladig växtart som först beskrevs av Célestin Alfred Cogniaux, och fick sitt nu gällande namn av Carlo Hansen. Driessenia dispar ingår i släktet Driessenia och familjen Melastomataceae. Inga underarter finns listade i Catalogue of Life.